# Cape Roberts Project

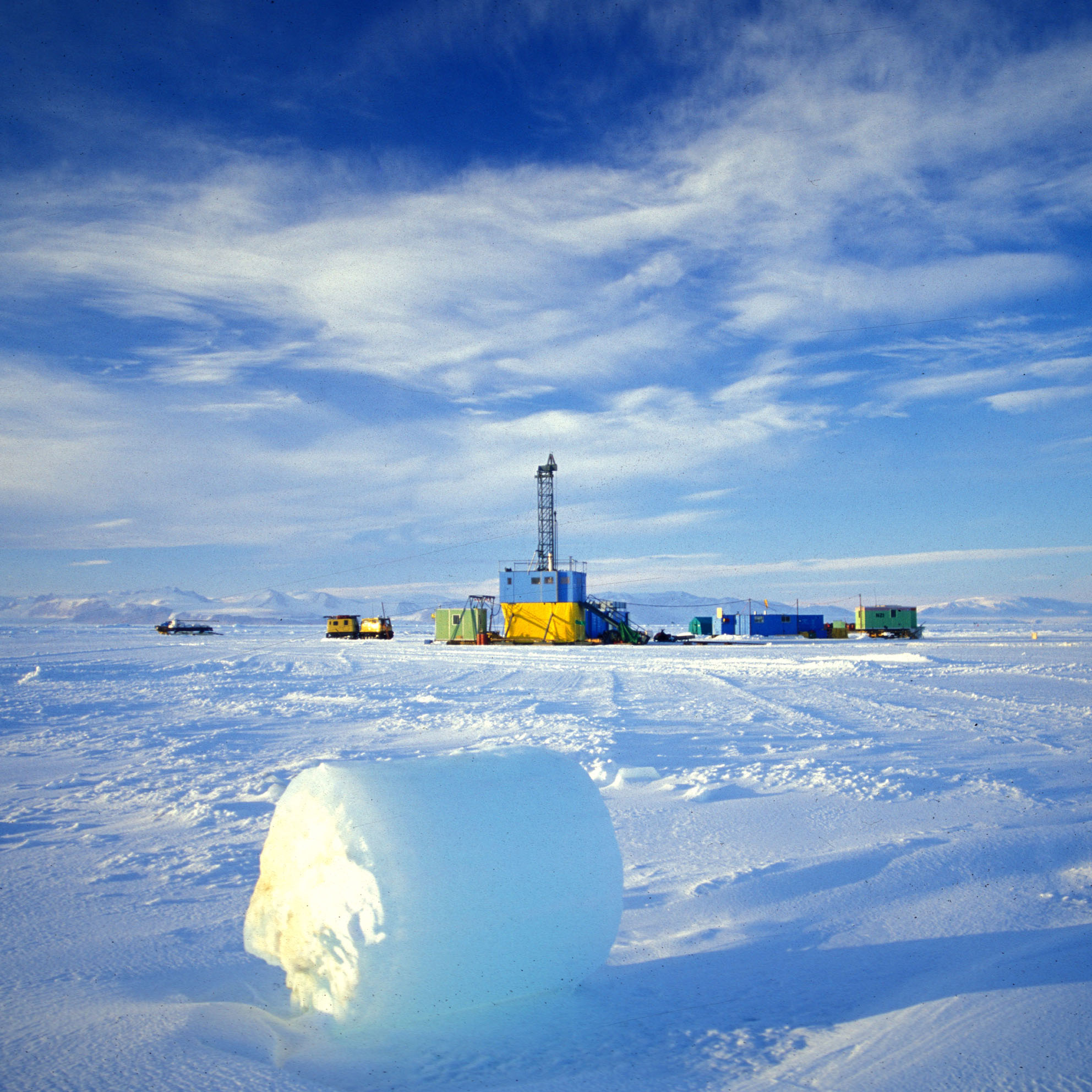
Bohrturm von CRP auf dem Meereis im Rossmeer, Antarktis. Das Eisstück im Vordergrund wurde aus dem Meereis gebohrt, um das Gestänge absenken zu können.

Das internationale Cape Roberts Project (CRP) hat in den Jahren 1997 bis 1999 unter Beteiligung von Australien, Deutschland, Großbritannien, den Niederlanden, Italien, Neuseeland und den USA bis zu 1000 m lange Bohrkerne zur Rekonstruktion der antarktischen Vereisungsgeschichte erbohrt. Nach seismischen Vorerkundungen ermittelten Geophysiker als geeignete Position den Bereich vor Cape Roberts im Rossmeer bei 77° 0′ 0″ S, 163° 43′ 0″ O am Rande des Transantarktischen Gebirges. Die Bohrungen wurden mit einem konventionellen, gegen das raue Klima verkleideten Bohrturm durch das 2 m dicke Meereis in Wassertiefen von 150 bis 300 m abgeteuft. Drei sich überlappende Bohrungen spiegelten in bis dahin nicht erreichter Qualität die letzten 34 Millionen Jahre geologischer Geschichte und Vereisung der Antarktis wider. Als logistische und wissenschaftliche Basis diente die nahegelegene amerikanische McMurdo-Station und die neuseeländische Scott Base. Die Versorgung der Bohrung erfolgte über das Eis mit Motorschlitten und Pistenbullis, der Personalaustausch mit Hubschraubern. Die logistischen Kosten betrugen ca. vier Millionen US-Dollar.
Deutschland war in diesem Projekt vertreten durch das Alfred-Wegener-Institut, die Bundesanstalt für Geowissenschaften und Rohstoffe und das Institut für Geophysik und Geologie, Universität Leipzig.

## Hintergrund
Die Antarktis ist wesentlicher Bestandteil der globalen „Klimamaschine“. Die heutigen atmosphärischen und ozeanischen Zirkulationsmuster sowie ihre Änderungen im Laufe der Erdgeschichte werden auch vom Eisschild der Antarktis gesteuert. Änderungen in der Größe und im Volumen des Eisschildes wirken sich somit auch auf das Klima und den Meeresspiegel aus. Eine Voraussetzung für das Verständnis dieser Vorgänge und damit auch für Prognosen in die Zukunft ist die Kenntnis der Entwicklungsgeschichte des antarktischen Eisschildes. Die Geologie liefert somit den erdgeschichtlichen Beitrag zur aktuellen Klimadiskussion und zu den Modellierungen zukünftiger Entwicklungen.

## Daten der Bohrungen
| Bohrung              | CRP-1 (1997)                | CRP-2 (1998)                 | CRP-3 (1999)                |
| -------------------- | --------------------------- | ---------------------------- | --------------------------- |
| Position             | 77.008° S, 163.755° O       | 77.006° S, 163.719° O        | 77.011° S, 163.640° O       |
| Wassertiefe          | 153 m                       | 178 m                        | 295 m                       |
| Entfernung zur Küste | 16,0 km                     | 14,2 km                      | 11,8 km                     |
| Meereisdicke         | 1,6 m                       | 2,0 m                        | 2,0 m                       |
| Zeitraum der Bohrung | 17. Oktober bis 24. Oktober | 16. Oktober bis 25. November | 9. Oktober bis 19. November |
| Bohrtiefe            | 148 m                       | 624 m                        | 939 m                       |
| Kerngewinn           | 86 %                        | 94 %                         | 97 %                        |

## Ziele

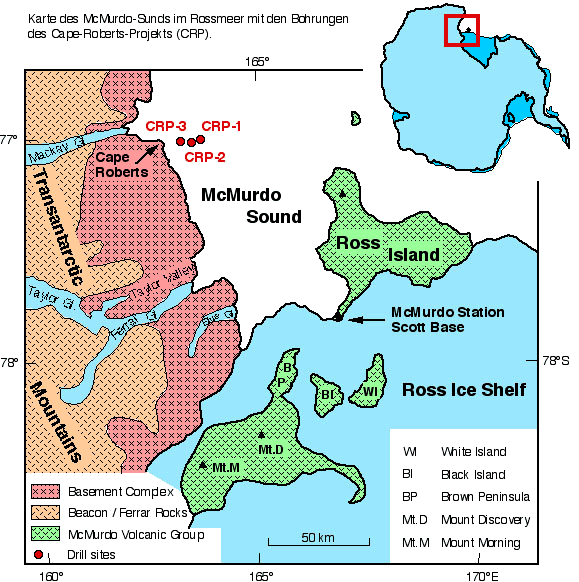
Lage der Bohrungen im Rossmeer

Das Cape-Roberts-Projekt zielte darauf ab, mit Hilfe von drei sich stratigraphisch überlappenden Bohrungen auf dem antarktischen Kontinentalschelf im Rossmeer in einem Zeitrahmen ab dem mittleren Känozoikum (Eozän-Oligozän-Übergang) Sedimente zu erbohren. Die geologische Abfolge sollte neue umfassende Erkenntnisse über die Geschichte der antarktischen Vereisung und des Klimas der letzten 34 Millionen Jahren liefern sowie helfen, die Aufstiegsgeschichte des Transantarktischen Gebirges zu rekonstruieren.

## Ergebnisse

Lithologie und Interpretation der Sedimentabfolge im Bohrkern CRP-1 mit einer Rekonstruktion der Eisrandlage

Die Ergebnisse der umfangreichen geologischen Untersuchungen der Kerne zeigen unter anderem
- 34–25 mya (Millionen Jahre): Subpolares Klima mit tundrenähnlicher Vegetation; erste Eisberge kalben von Gletschern und dem wachsenden Inlandeis. Es gibt keine Hinweise, dass sich das Eis, nachdem die Vereisung begonnen hatte, zu irgendeinem Zeitpunkt nochmals vollständig aus der Antarktis oder auch nur von der Küste zurückgezogen hat. Die Sedimente und ihre organischen Inhalte (Mikrofossilien) dokumentieren einen Wechsel von einem kühl-temperierten Klima vor 34 Ma zu einem subpolaren Klima vor 25 Jahrmillionen und schließlich zu einem polaren Klima.

- 24–17 mya: Kältere Phase mit einem bereits ausgedehnten aufliegenden Eisschild
- ca. 24 mya: Beginn des heutigen Vulkanismus im Bereich des McMurdo-Sund (Mount Erebus)
- ca. 34 mya: Das Transantarktische Gebirge erreichte seine heutige Höhe
- 34–17 mya: Absenkung des Victorialandes

Tonminerale zeigen im Zeitraum 34–33 mya chemische Verwitterung unter relativ warmen und feuchten Bedingungen an. Zwischen 33 und 32 mya alternierten Phasen mit chemischer Verwitterung und Phasen mit physikalischer Verwitterung. 32 mya setzte intensive physikalische Verwitterung ein und weist auf ein kühles, trockeneres Klima auf einem zumindest großteils eisbedeckten Kontinent hin. Ca. 29 mya fand eine weitere Verschärfung des Klimas und der Verwitterungbedingungen statt.
Die detritischen Komponenten weisen auf eine Vielzahl von verschiedenen Liefergesteinen in der Umgebung der Bohrstelle hin. Detritus aus dem Transantarktischen Gebirge dominiert über Detritus aus den vulkanischen Gesteinen im Süden des McMurdo-Sunds. Die Analyse zeigt, dass das Transantarktische Gebirge wahrscheinlich bereits 34 mya annähernd seine heutige Höhe erreicht hatte. Die Erosion entfernte jedoch zunächst vor allem die höher lagernden Sedimente der Beacon Supergroup und die Vulkanite der Ferrar Group. Seit etwa 24 mya dominieren Erosionsprodukte aus den Grundgebirgsarealen. Die Änderung im Mineralspektrum dokumentiert, wie sich die Täler im Transantarktischen Gebirge vertieften.
In einer Tiefe von 790 m stieß CRP-3 auf über 350 Ma alte Sandsteine (Beacon-Sandsteine), wie sie heute auf den Gipfeln des nur 50 km entfernten Transantarktischen Gebirges zu finden sind. Der Höhenunterschied von mehr als 3000 m zeigt das Ausmaß der vertikalen Bewegungen, die die Bildung des heutigen Transantarktischen Gebirges und des Rossmeeres begleitet haben.
Die Sedimente der Bohrungen dokumentieren auch die Geschichte der vulkanischen Aktivität im McMurdo-Sund und zeigen, dass Vulkanismus ähnlich dem der McMurdo Volcanic Group bis 25 mya zurückreicht, also wesentlich weiter, als Aufschlüsse an Land belegen (19 mya).

Rekonstruktion der Paläoumweltgeschichte vor Cape Roberts

Für das Oligozän und unterste Miozän wurden zahlreiche Eisvorstöße rekonstruiert, bei denen das Eis aus der Ostantarktis kommend durch das Transantarktischen Gebirge floss und bis nahe an die Bohrposition (roter Punkt) heran, oder über sie hinweg, auf dem Untergrund auflag. Während dieser Zeiten wurde Diamiktit abgelagert.
Während der oligozänen und miozänen Rückzugsphasen hatte sich das Eis in die Täler des Transantarktischen Gebirges hinein zurückgezogen. Von den Gletschern kalbten Eisberge und drifteten ins offene Meer hinaus. An der Bohrstelle kamen distale glazialmarine Sedimente wie Sande, Silte und Tone zur Ablagerung.
Bei den Eisvorstößen des jüngsten Teils des Untermiozäns und des Quartärs kam der Großteil des Eises aus Süden, aus dem Bereich des heutigen Ross-Schelfeises. Während der quartären Rückzugsphasen sah die Situation ähnlich wie während der oligozänen Rückzugsphasen aus, mit dem Unterschied, dass nun die Eisberge fast alle aus Süden kamen.

## Bilder
| Der etwa 50 Tonnen schwere Bohrturm des Cape-Roberts-Projektes. Er stand ca. 15 km vor der Küste der Antarktis, auf nur zwei Meter dickem Meereis. Gebohrt wurde in bis zu 300 m Wassertiefe. Im Hintergrund ist das Transantarktische Gebirge zu erkennen. | Die Beprobung der Bohrkerne fand bereits in der McMurdo-Station in der Antarktis statt. Jedes Fähnchen markiert die Position einer Probe. Etwa 1000 Proben gingen zur sedimentologischen Bearbeitung an das Institut für Geophysik und Geologie der Universität Leipzig. | Verschiedene glaziale Sedimente, die in einer Tiefe von etwa 125 m im Bohrkern CRP-2/2A angetroffen wurden. Oben: relativ feinkörnige Sedimente; Mitte: Sedimente mit eisbergtransportierten Komponenten; Unten: konglomeratische Sedimente, die direkt vor einer Eismasse abgelagert wurden. Die Abfolge dokumentiert einen Eisvorstoß aus dem Transantarktischen Gebirge vor etwa 21,5 Millionen Jahren, bei dem das Eis grobe Erosionsprodukte aus dem Gebirge ablagerte. |

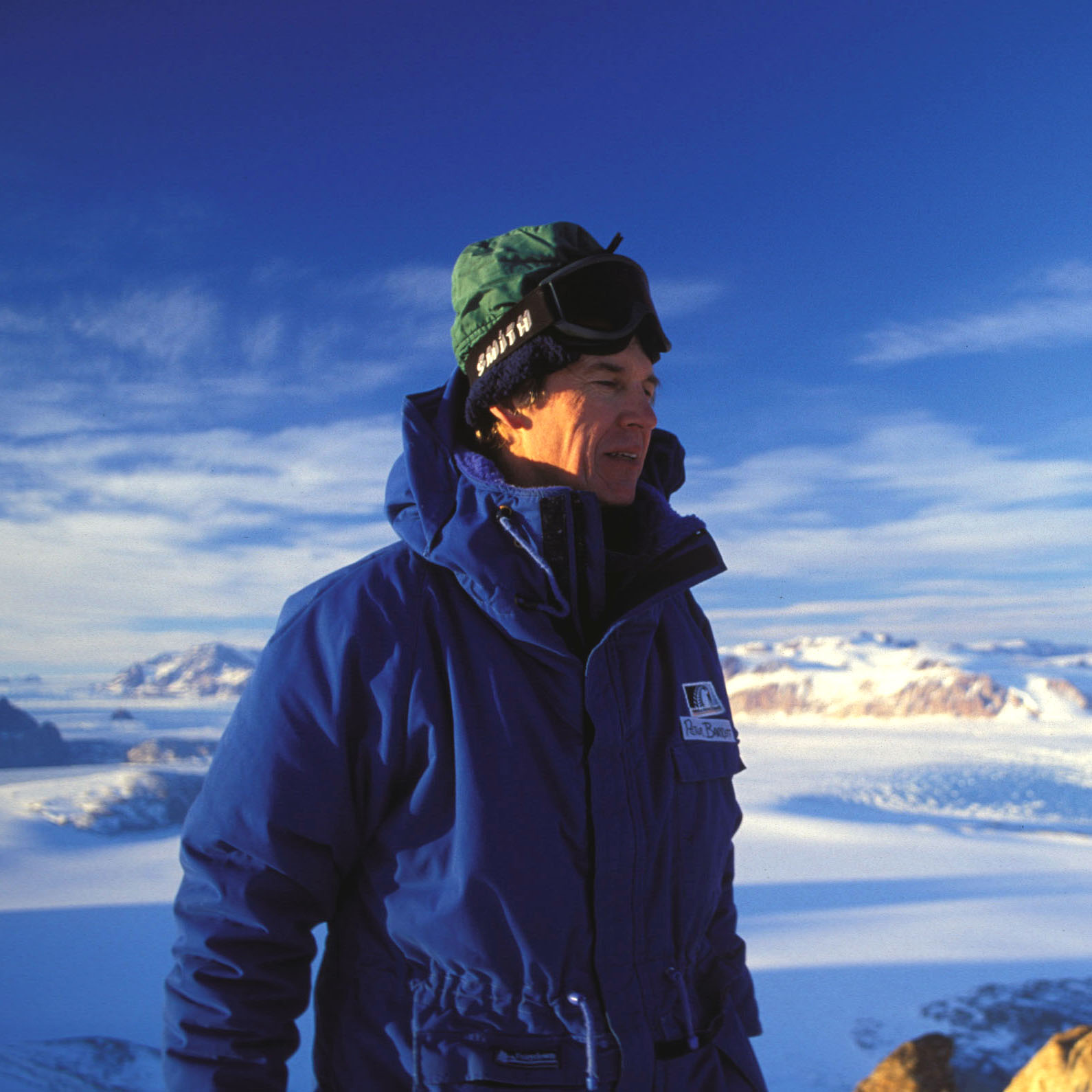
Peter Barrett, leitender Wissenschaftler
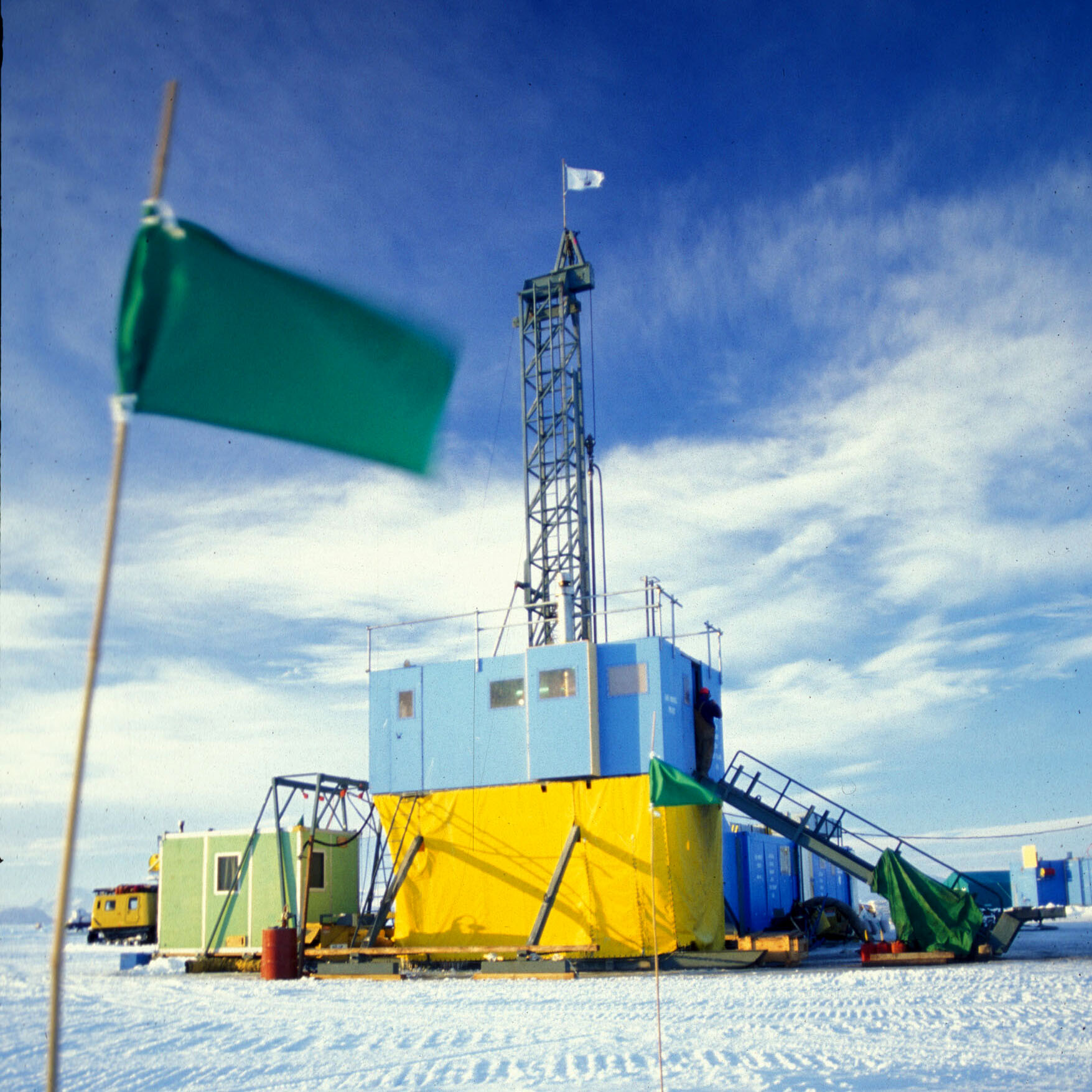
CRP Bohrturm auf dem Meereis
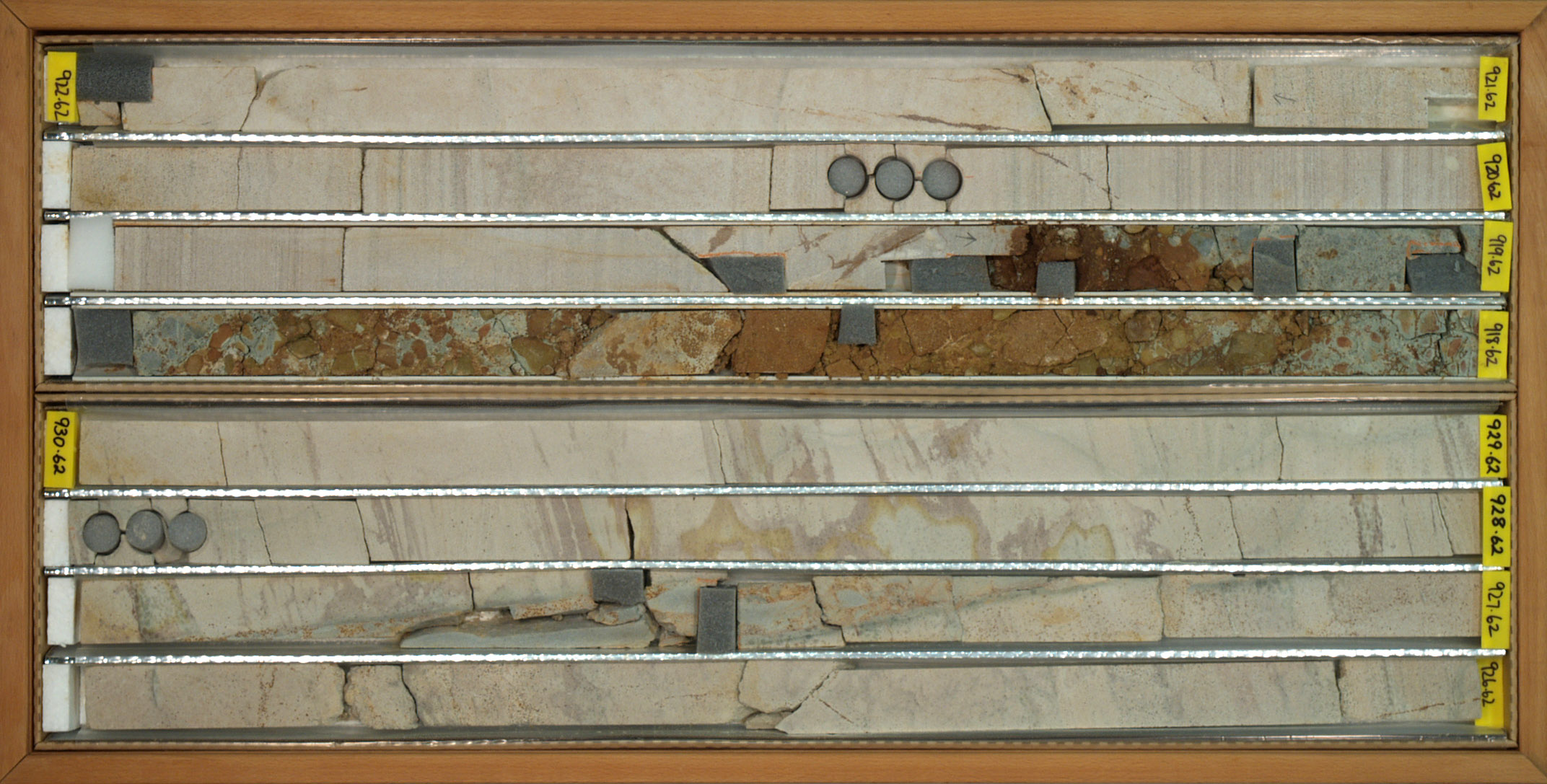
Kernsegmente aus 900+ m Tiefe (Sandstein)
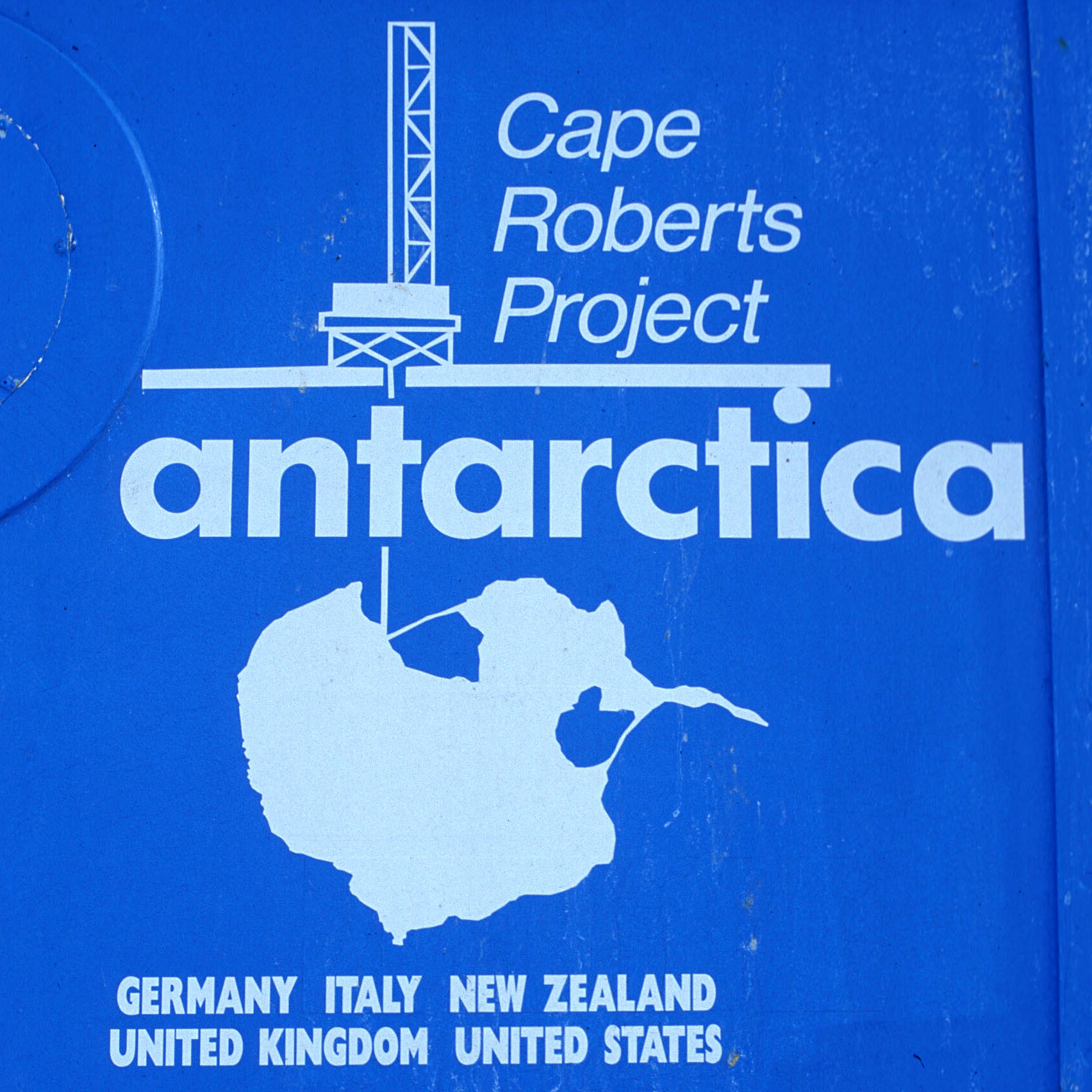
CRP Logo